# Макарони смерті, або помилка професора Буггенсберга
«Макарони смерті, або помилка професора Буггенсберга» (або «Смертельні макарони») — український анімаційно-ігровий фільм Давида Черкаського 1992 року. Через брак фінансування так і не був завершений. На сьогоднішній день в інтернеті у вільному доступі викладені окремі уривки з фільму, загальною тривалістю близько 4 хвилин.

## Синопсис
Божевільний винахідник з Англії професор Буггенсберг створює потужний лазер. Його краде лиходій, щоб використати як суперзброю. Детективи та інші персонажі з різних епох і мультяшного світу об'єднуються, щоб знайти викрадений лазер і зупинити лиходія.

## У ролях
| Актор                | Роль                |
| -------------------- | ------------------- |
| Віктор Андрієнко     | інспектор Лестрейд  |
| Давид Бабаєв         |                     |
| Валерій Чигляєв      | детектив            |
| Анатолій Дяченко     | детектив            |
| Армен Джигарханян    | Беррімор            |
| Семен Фарада         | Джон Сільвер        |
| Олександр Філіппенко | Очевидне Зло        |
| Олексій Газаров      | Синя Борода         |
| Євдокія Германова    | Сонька Золота Ручка |